# Gaston de Verbigier de Saint-Paul
Gaston de Verbigier de Saint-Paul, né le 20 novembre 1821 à Fabas (Ariège) et mort le 25 novembre 1878 au château de  Poudelay à Fabas (Ariège), est un homme politique français.

## Biographie

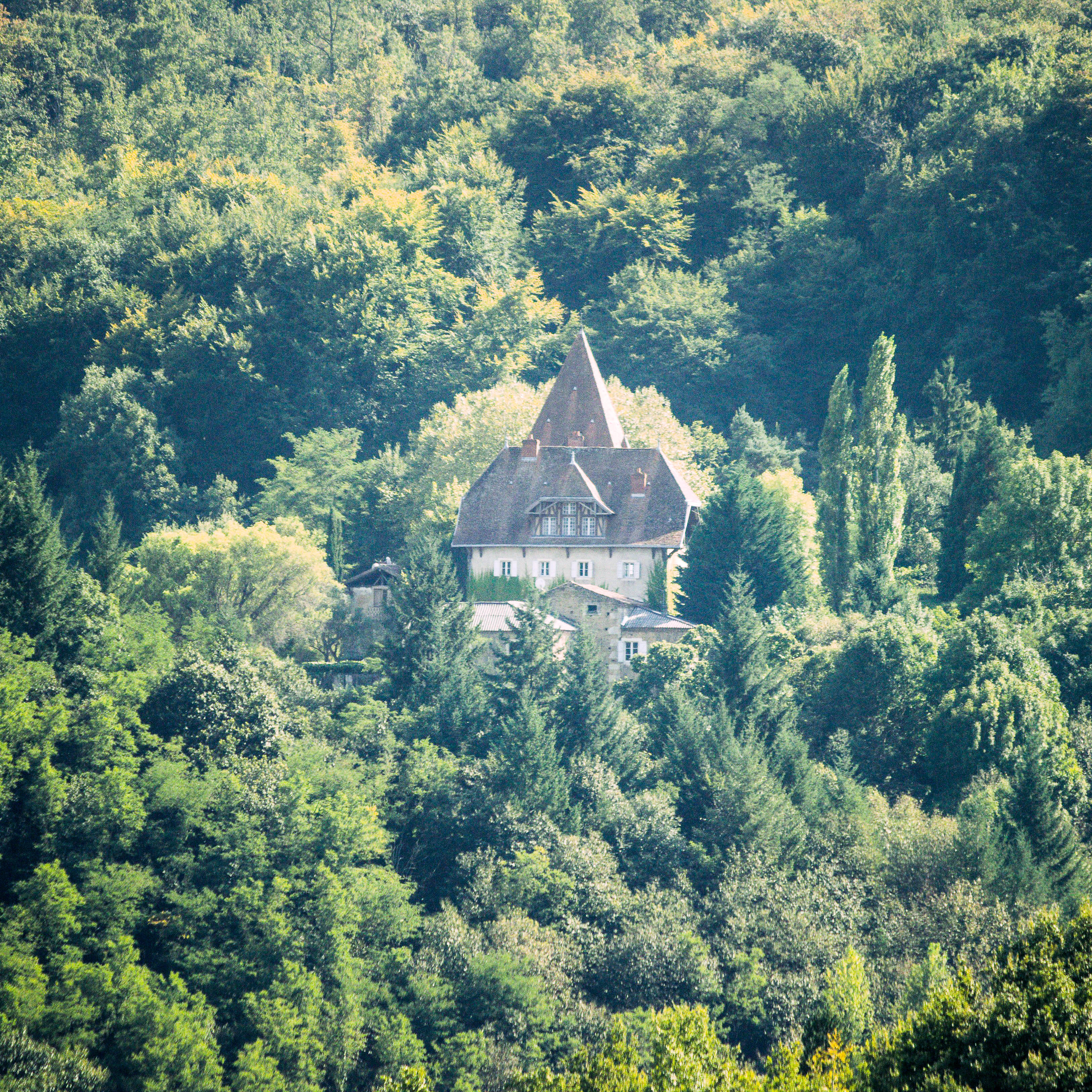
Le château de Poudelay à Fabas, fief des De Verbigier

Issu d'une famille noble de gentilshommes verriers du Sud-Ouest de la France et installée durablement à Fabas en Ariège, il est le fils de Paul de Verbigier de Saint-Paul, général, et de Charlotte de Foix-Fabas, mariés en 1815.
Sous-préfet de Castres, puis de Brest, il est préfet de la Meurthe, préfet du Nord, chef du personnel au ministère de l'intérieur. Il est nommé sénateur d'Empire en 1869. Il est député de l'Ariège de 1876 à 1878, siégeant au groupe bonapartiste de l'Appel au peuple.
Octave Mirbeau fut son homme de confiance, il le fit nommer chef de cabinet de la préfecture de l'Ariège le 29 mai 1877.

### Sources
- « Gaston de Verbigier de Saint-Paul », dans Adolphe Robert et Gaston Cougny, Dictionnaire des parlementaires français, Edgar Bourloton, 1889-1891 [détail de l’édition]